# Asaltantes con Patente
Asaltantes con Patente es una murga uruguaya fundada en 1928. Es una de las murgas más tradicionales del carnaval uruguayo, y es histórica en su categoría.

## Historia
Nació en el barrio de la Aguada, en Montevideo, más precisamente en el Bar de Nieto, en la esquina de las calles Yaguarón y Asunción.
Al comienzo los integrantes ensayaban sin tener un nombre. El mismo surge debido a un robo que conmocionó la sociedad uruguaya. El 25 de octubre de 1928 una banda de anarquistas expropiadores, liderada por Miguel Arcángel Roscigna, perpetra el asalto al cambio Messina, dándole muerte a su propietario Carmelo Gorga D`Andraia entre otros y dejando heridos a transeúntes. 
Antonio Casaravilla (popularmente conocido como "Cachela"), se inspira en este hecho para proponer el nombre de "Asaltantes con patente". 
Su debut en el concurso de agrupaciones se produjo el 24 de febrero de 1929. La "retirada de 1932", fue uno de los temas escrito por el famoso poeta popular "Huesito" Pérez. Es una canción popular que se ha mantenido con los años. De igual forma, la retirada de 1961 y otras canciones de la murga han sido interpretadas por otros cantantes, como por ejemplo "Canario" Luna.
En su lista de directores cuenta con varios nombres célebres, como Antonio Casaravilla, Rómulo Pirri (también conocido como "Tito" Pastrana), Dalton Rosas Riolfo, Carlos Scarpelli, Eduardo "Pitufo" Lombardo (quien obtuvo el premio al mejor director de murgas en 2007, compartido). entre otros.
Junto a Curtidores de Hongos es una de las murgas más antiguas y conocidas en actividad.

## Premios ganados
A lo largo de los años la murga ha obtenido los siguientes premios en el Concurso oficial de Carnaval de Uruguay:
- Primeros premios: 1935, 1937, 1938 (junto a Patos Cabreros), 1940, 1943, 1945, 1947, 1958, 1962, 1964, 1973, 2007, 2013, 2022 y 2023.
- Segundos premios: 1936, 1939, 1941, 1951, 1955, 1961, 1963, 1972, 2010, 2024 y 2025.
- En 2007 además de los premios como ganadora de la categoría Murgas obtuvo menciones al mejor director de murgas en 2007 (Eduardo "Pitufo" Lombardo), compartido con Jorge Velando (Colombina Che) y Martín Angiolini (Curtidores de Hongos), mejor batería de murgas (compartido con Curtidores y Colombina Che) y mejor saludo de murgas (junto a Agarrate Catalina y Falta y Resto)[7]

Es, la segunda murga más galardonada del Concurso Oficial de Agrupaciones Carnavaleras del Uruguay (15), sólo superada por Los Patos Cabreros (16).

## Discos editados
En 2008 editaron un DVD llamado "El tablado del tiempo", lo que los llevó a presentarse en diversos escenarios tanto uruguayos como extranjeros, entre los que se incluye Santa Fe, San Antonio de Padua y en Buenos Aires.
En 2022 grabaron en el Tablado Monumental de la costa, su espectáculo "Extraño" dando lugar al disco de la actuación completa.

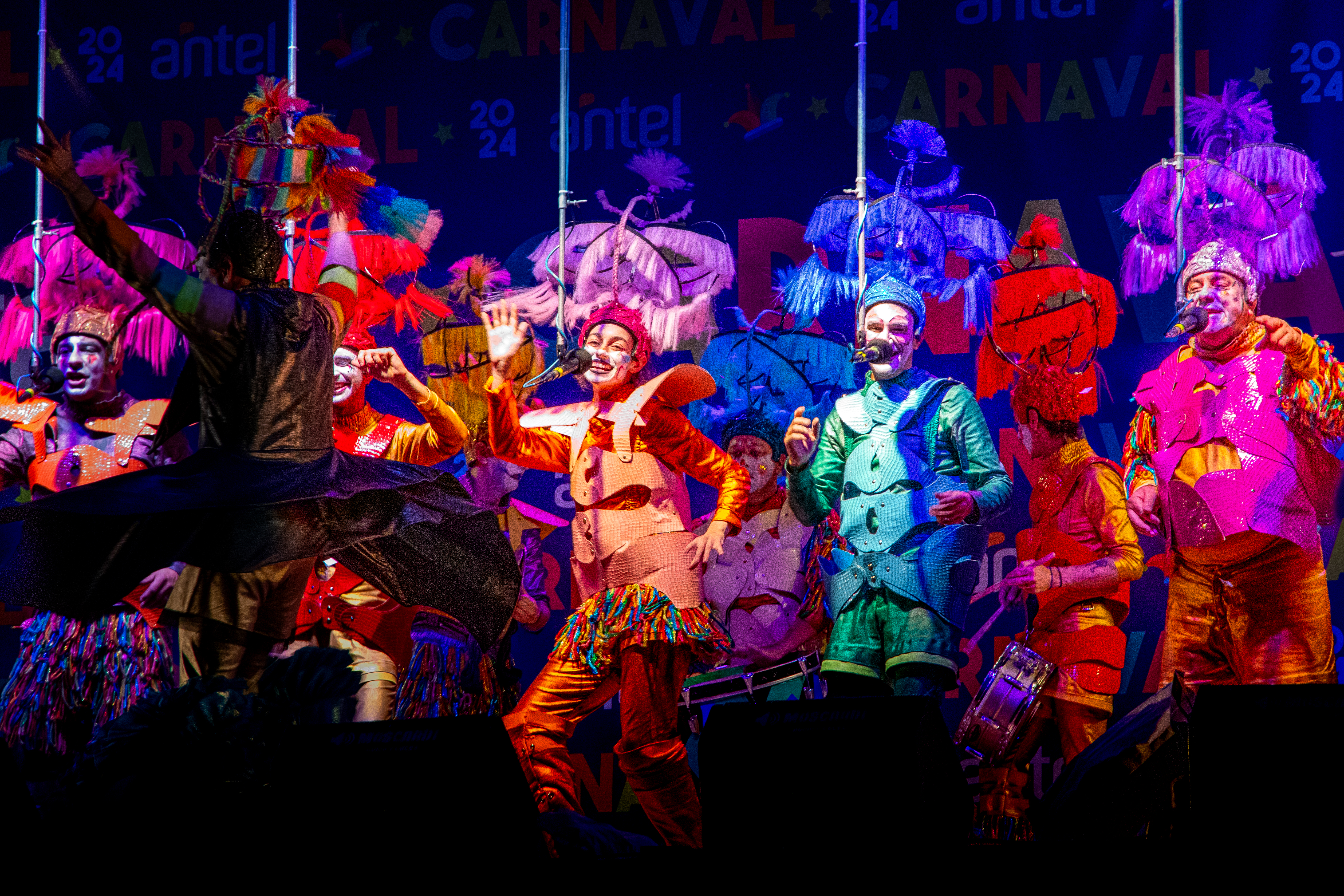
"Cuidado", en el Carnaval 2024
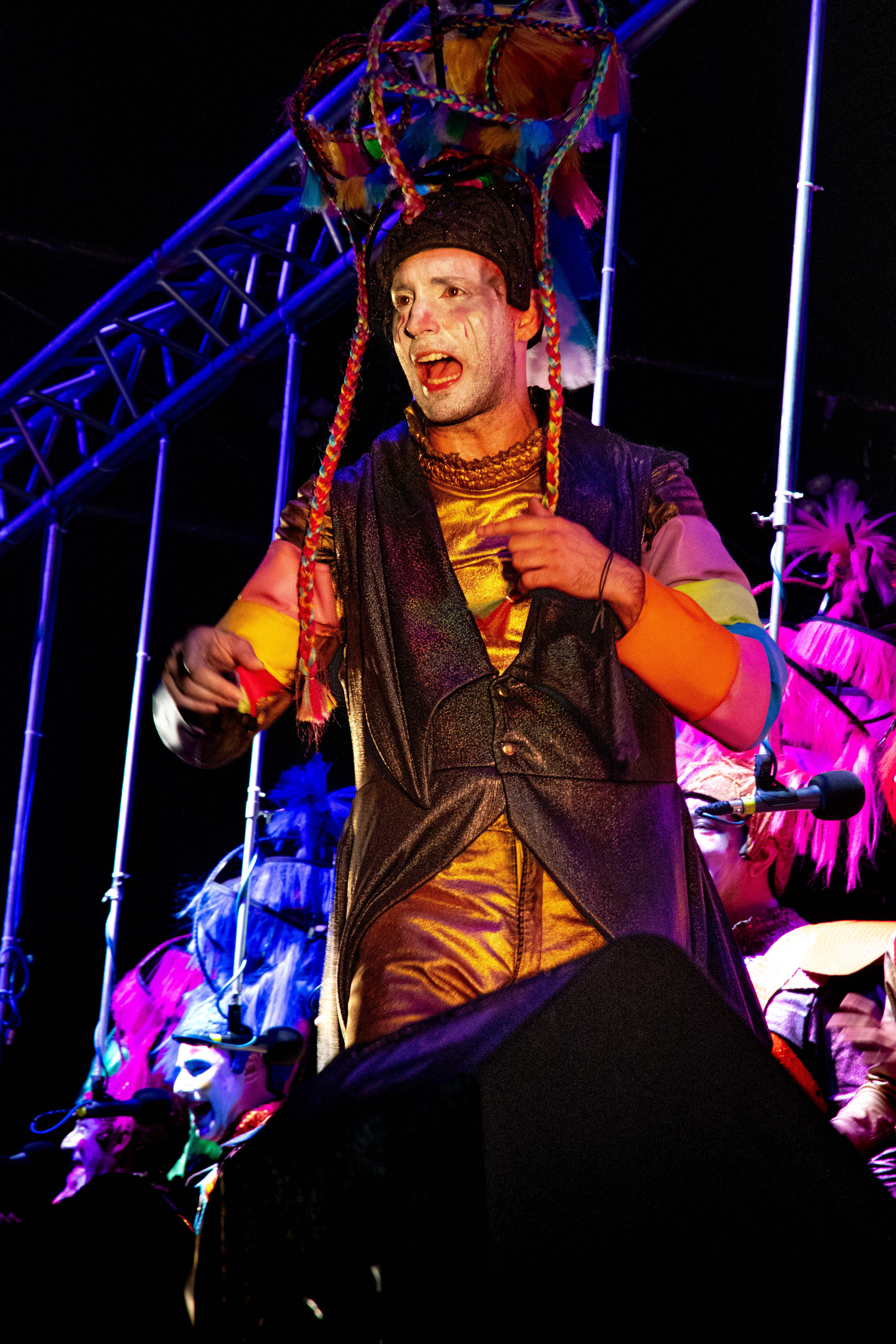
Pablo Riquero, en el Carnaval 2024
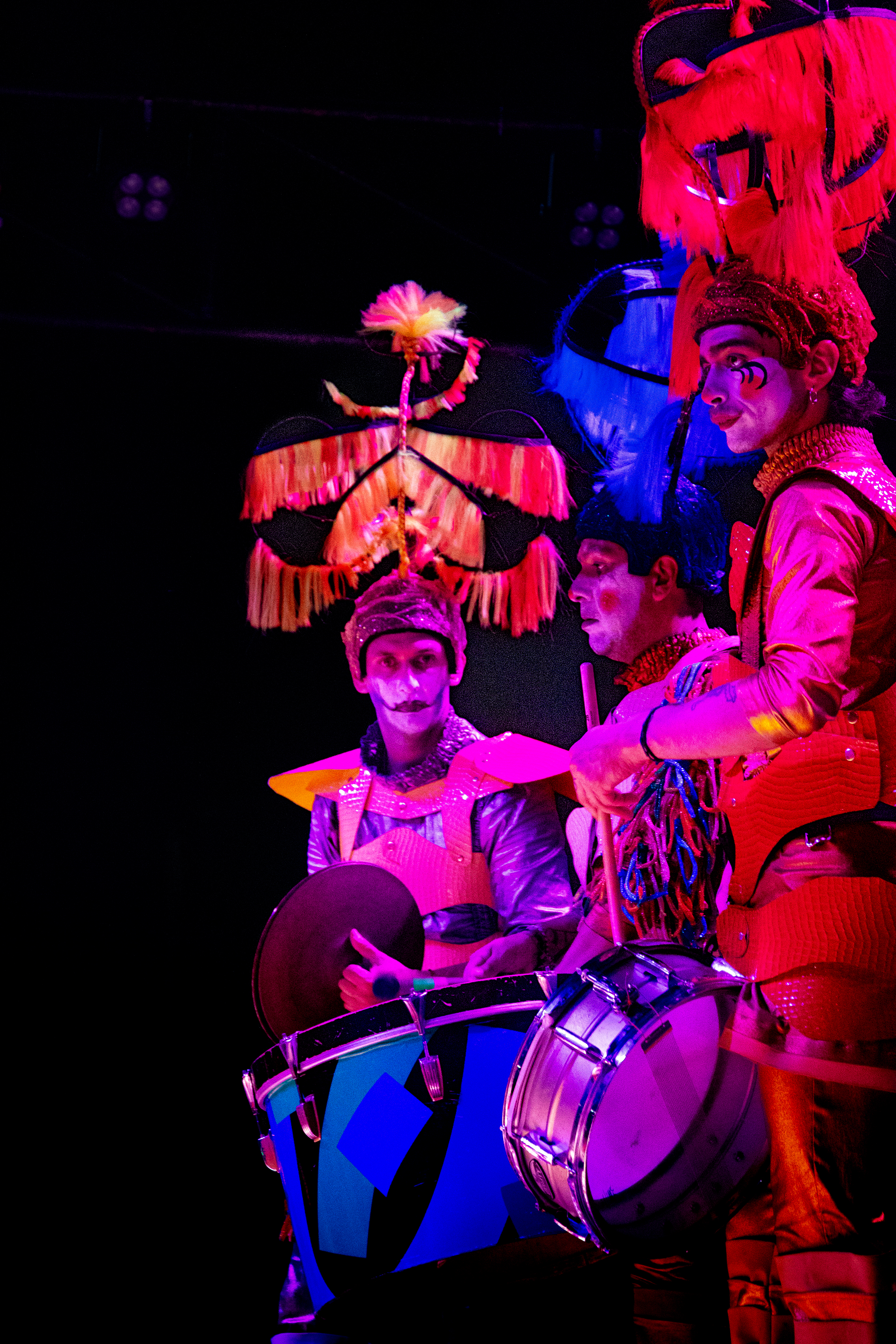
Batería, en el Carnaval 2024
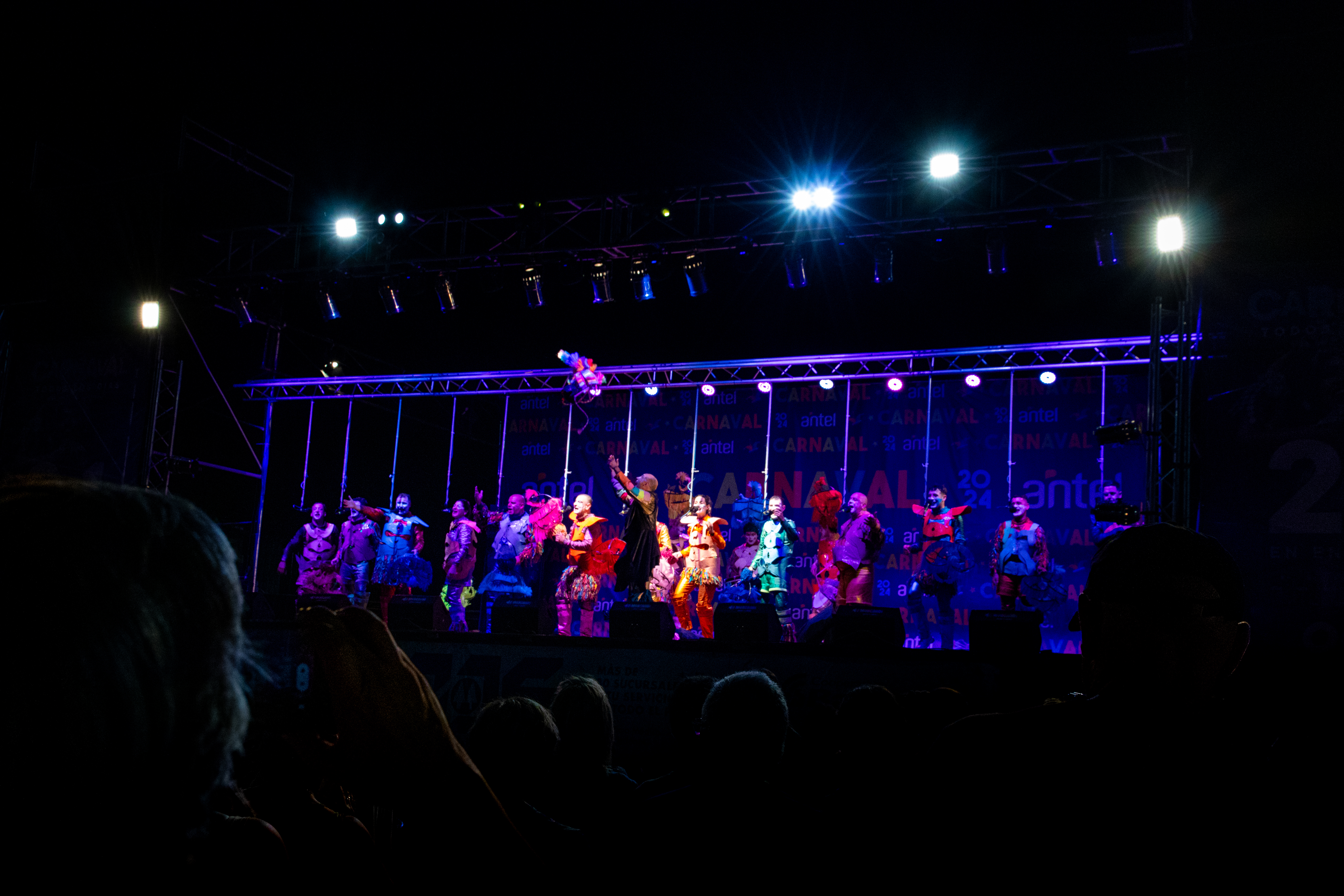
En el Velódromo Municipal, Carnaval 2024